# La Cupidité de l'homme rouge
La Cupidité de l'homme rouge (Red Man's Greed en version originale) est le septième épisode de la septième saison de la série animée South Park, ainsi que le 103e épisode de l'émission.

## Synopsis
South Park va être rachetée par les natifs américains qui pompent l'argent de la ville grâce à leur casino.